# 磯又右衛門
磯 又右衛門（いそ またえもん、寛政2年4月4日（1790年5月17日） - 文久3年7月15日（1863年8月28日））とは、天神真楊流の流祖である。前名は岡本八郎治、名は正足（まさたり）である。号は柳関斎（りゅうかんさい）。

## 経歴
寛政2年4月4日（1790年5月17日）伊勢国松坂日野（現在の三重県松阪市日野町）に生まれれる。父は紀州範士の岡山八郎治正興であり磯又右衛門は次男であった。
幼年のころから柔術を好み。15歳の時に京都に上り一柳織部義路について楊心流柔術を七年学んだ。一柳織部が死死去したため、本間丈右衛門環山正遠について真之神道流を六年学んで奥義を極めた。近江国草津（現滋賀県草津市）に滞在していた際、西村外記之輔が訪ね暴言を吐き勝負を挑んできた。敗れたものは相手の門人となるという約束をして戦い、西村を破り自身の弟子とした。
たまたま人を助けるために、百余人の悪者どもと闘わなければならないことがあった。このとき、高弟西村外記之輔と二人で、多年修練の秘術を尽くしてこれを追い散らし、被害者を救った。
この闘いで、真剣勝負では真の当て身を体得していなければ、勝利を得ることが困難であることを悟り、その後はもっぱら当身の工夫を行って新しい分野を開いた。

## 弟子
主な弟子に近江国草津で百余人の悪者と戦ったときに磯と共闘した西村外記之輔や、他流試合で三人同時に相手にした松永清左衛門、彰義隊の今泉八郎(真蔭流)などがいる。
- 西村外記之輔　（にしむらげきのすけ）
- 寺崎認之
- 西鎌太郎
- 上田権平柳玉斎清
- 藤田銀八郎(柴真楊流)
- 富山登(柳心介冑流)
- 谷鹿之助
  - 森種之輔植春
- 磯又一郎正光
- 松永清左衛門(磯正智)
- 八木貞之助
- 川渕長左衛門
- 城田亀司
- 長島直吉柳玄斎行忠
- 原田要人之輔柳容斎源正徳
- 今泉八郎柳定斎定智(真蔭流)
- 吉田伝左衛門柳藤斎直義